# Leucopholiota decorosa
Leucopholiota decorosa är en svampart som först beskrevs av Peck, och fick sitt nu gällande namn av O.K. Mill., T.J. Volk & Bessette 1996. Enligt Catalogue of Life ingår Leucopholiota decorosa i släktet Leucopholiota,  och familjen Tricholomataceae, men enligt Dyntaxa är tillhörigheten istället släktet Leucopholiota,  och familjen Squamanitaceae. Artens status i Sverige är: Ej påträffad. Inga underarter finns listade i Catalogue of Life.

## Källor

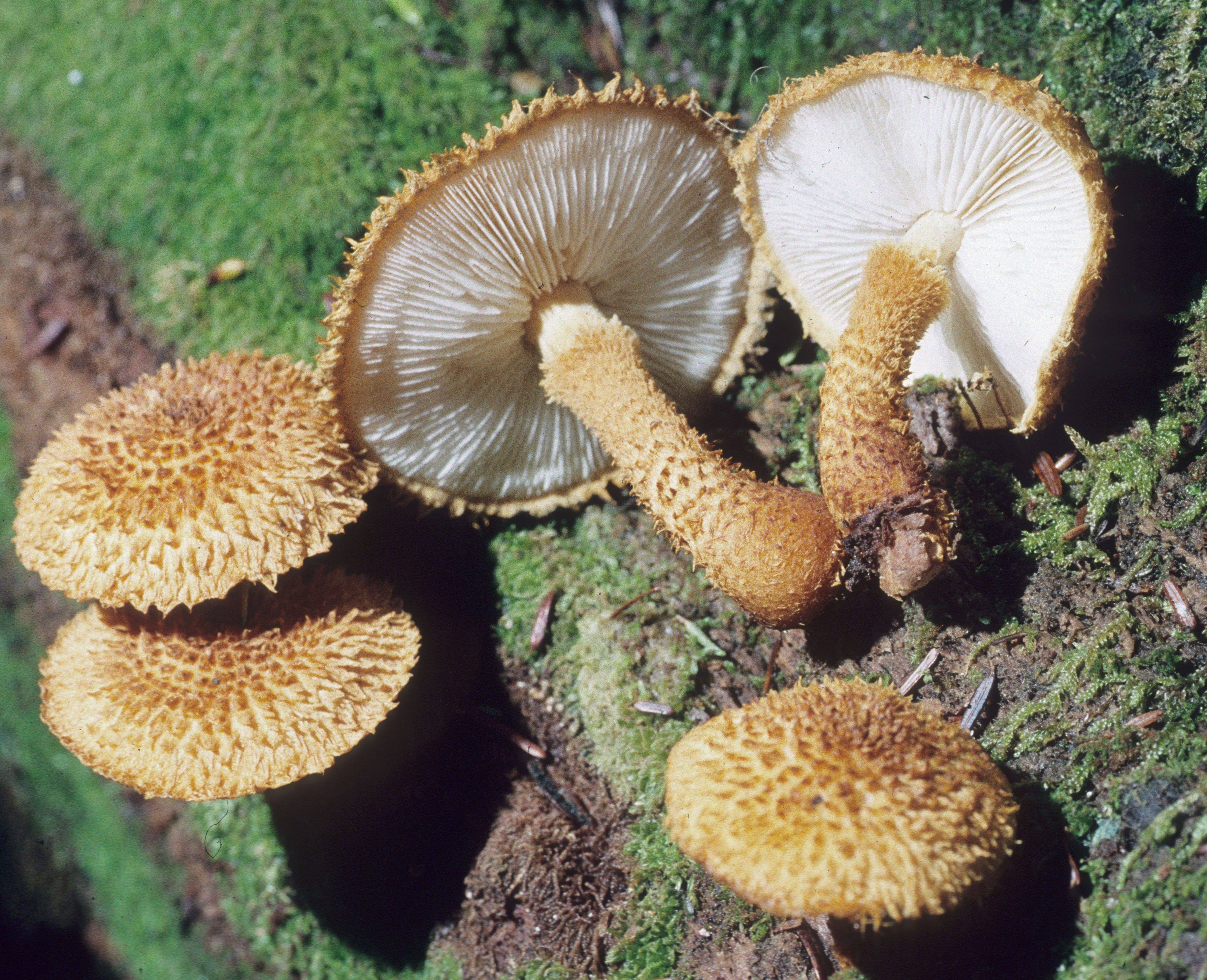